# 毛里西奥·索利斯
毛里西奥·索利斯（西班牙語：Mauricio Solís，1972年12月13日—），哥斯达黎加男子足球运动员，司职中场、后卫。他曾代表哥斯达黎加国家队参加2002年和2006年国际足联世界杯，两届比赛均止步小组赛。